# Estadio de críquet de la Ciudad Deportiva de Dubái
El Estadio de críquet de la Ciudad Deportiva de Dubái es un estadio de usos múltiples en Dubái, Emiratos Árabes Unidos. Se utiliza principalmente para el críquet y es uno de los 3 estadios en el país donde se puede practicar ese deporte, los otros dos son el Estadio de la Asociación de Críquet Sharjah y el Estadio de críquet Sheikh Zayed de Abu Dabi. Se abrió con el partido entre Australia vs Pakistán que se produjo el 22 de abril de 2009. Tiene una capacidad para 25.000 espectadores, pero es ampliable a 30.000 espectadores. Es parte de la Ciudad deportiva de Dubái.